# Greeley (Kansas)
Greeley es una ciudad ubicada en el de condado de Anderson en el estado estadounidense de Kansas. En el año 2010 tenía una población de 302 habitantes y una densidad poblacional de 302 personas por km².

## Geografía
Greeley se encuentra ubicada en las coordenadas 38°22′3″N 95°7′35″O / 38.36750, -95.12639 (38.367461, -95.126287).

## Demografía
Según la Oficina del Censo en 2000 los ingresos medios por hogar en la localidad eran de $39,063 y los ingresos medios por familia eran $43,393. Los hombres tenían unos ingresos medios de $35,556 frente a los $18,750 para las mujeres. La renta per cápita para la localidad era de $24,591. Alrededor del 8.3% de la población estaban por debajo del umbral de pobreza.